# Królewskie Malezyjskie Siły Powietrzne

Królewskie Malezyjskie Siły Powietrzne (malajski Tentera Udara DiRaja Malaysia, ang. Royal Malaysian Air Force; w skrócie RMAF) – wojska lotnicze Malezji, jedna z trzech formacji tamtejszych Sił Zbrojnych.

## Historia
Powstały w 1958, jako Siły Powietrzne Federacji Malajskiej, chociaż malezyjskie lotnictwo pomocnicze istniało przy Royal Air Force w ramach brytyjskich Malajów od 1934, także jako lotnictwo ochotnicze w czasie okupacji japońskiej. W skład sił powietrznych wchodzi m.in. oddział antyterrorystyczny PASKAU, specjalizujący się także w misjach Combat SAR. Obecnie na wyposażeniu mają mieszankę sprzętu z USA, Europy i Rosji. W najbliższej przyszłości dla zastąpienia S-61 Sea King ma być zakupionych 12 Eurocopter EC725.
W 1975 roku zakupiono parę F-5A i F-5E. Po dostarczeniu 4 sztuk F-5F oba F-5B zostały w 1982 roku sprzedane do Tajlandii.
W marcu 2015 roku zaczęły się dostawy czterech samolotów transportowych Airbus A400M. Z kolei 1 lutego 2016 roku podpisano kontrakt na zakup sześciu lekkich śmigłowców MD530G od MD Helicopters (dostawa rozpocząć ma się końcem 2016 roku i zakończyć wiosną 2017 roku).

## Organizacja
- 1 Dywizja
  - 2 Eskadra – Fokker F-28 Fellowship, Falcon 900, Global Express, Boeing BBJ (737–700), Baza Subang
  - 3 Eskadra – S-61A4A, baza Butterworth
  - 6 Eskadra – BAE Hawk 108/Hawk 208, baza Kuantan
  - 10 Eskadra – S-61A4A, baza Kuala Lumpur
  - 11 Eskadra – Su-30MKM Flanker, baza Gong Kedak (Terengganu)
  - 12 Eskadra – Northrop F-5E/F, RF-5E, baza Butterworth
  - 15 Eskadra – BAE Hawk 108/208, Aermacchi MB-339AM, baza Butterworth
  - 16 Eskadra – Beech 200T, baza Subang
  - 18 Eskadra – Boeing F/A-18D Hornet, baza Butterworth
  - 19 Eskadra – MiG 29N/UB, baza Kuantan
  - 20 Eskadra – Lockheed C-130H Hercules, C-130T baza Subang
  - 21 Eskadra – CN-235-200M, baza Subang

- 2 Dywizja
  - 5 Eskadra – S-61A4A, Baza Labuan
  - 7 Eskadra – S-61A4A, Baza Kuching
  - 14 Eskadra – Lockheed C-130H Hercules, Baza Labuan

- Dywizja Szkolna
  - 1 FTC	PC-7/PC-7 Mk II, Baza Alor Setar
  - 2 FTC	Alouette III Alor, Baza Setar
  - 3 FTC	MB-339AM/CM, Baza Kuantan

## Wyposażenie

### Obecne
| Zdjęcie                     | Samolot                         | Typ                         | Wersja          | Liczba sztuk    | Uwagi |
| Samoloty bojowe             | Samoloty bojowe                 | Samoloty bojowe             | Samoloty bojowe | Samoloty bojowe | Samoloty bojowe |
| --------------------------- | ------------------------------- | --------------------------- | --------------- | --------------- | --- |
|                             | Su-30                           | myśliwiec wielozadaniowy    | Su-30MKM        | 18              | Umowa warta 900 mln USD, dostarczone 2007-2009. Uzbrojone w pociski Ch-31P, Ch-31A, R-27RE, R-73, R-77. Wyposażone w zachodnią awionikę i zasobniki celownicze Thales Damocles. |
|                             | McDonnell Douglas F/A-18 Hornet | myśliwiec wielozadaniowy    | F/A-18D         | 8               | Od 1997, z samolotami zakupiono AIM-7M Sparrow, AGM-65 Maverick, AGM-84A Block 1C Harpoon, później także AIM-120C-5 AMRAAM oraz GBU-10 i GBU-12 Paveway II.                     |
|                             | BAE Hawk                        | lekki samolot szturmowy     | Mk.208          | 12              | Wersja jednomiejscowa, 18 sztuk od 1994, razem z 10 Hawk 108 za 740 mln USD. |
| Specjalnego przeznaczenia   |                                 |                             |                 |                 | |
|                             | CASA/IPTN CN-235                | patrol morski               |                 | 1               | |
|                             | Beechcraft King Air             | patrol morski               | King Air 200    | 3               | |
|                             | Lockheed C-130 Hercules         | patrol morski               | C-130H          | 1               | |
| powietrzne tankowce         |                                 |                             |                 |                 | |
|                             | Lockheed C-130 Hercules         | tankowiec                   | KC-130H         | 4               | |
| Samoloty transportowe       |                                 |                             |                 |                 | |
|                             | Airbus A400M                    | ciężki samolot transportowy | A400M           | 4               | Dostawy w latach 2015–2017 |
|                             | CASA CN-235                     | lekki samolot transportowy  | 220M            | 6               | |
|                             | Lockheed C-130 Hercules         | transportowiec              | C-130H          | 8               | |
|                             | Airbus A319                     | samolot VIP                 | A319CJ          | 1               | transport głowy państwa |
|                             | Boeing 737                      | samolot VIP                 | 737-700         | 1               | transport rządu |
|                             | Bombardier Global Express       | samolot VIP                 | BD700           | 1               | |
|                             | Dassault Falcon 900             | samolot VIP                 | 900B            | 1               | |
| Samoloty szkolno-treningowe |                                 |                             |                 |                 | |
|                             | BAE Hawk                        | szkolenie zaawansowane      | Mk.108          | 4               | wersja dwumiejscowa |
|                             | Beechcraft Super King Air       | szkolenie załogi            | King Air 350    | 2               | |
|                             | Aermacchi MB-339                | szkolenie zaawansowane      | 339CM           | 7               | 13 AM dostarczono w 1982, 6 utracono, 8 nowych CM dostarczono w 2009. |
|                             | Pilatus PC-7                    | szkolenie podstawowe        | PC-7 Mk II      | 20              | 44 PC-7 w 1982, 9 PC-7 Mk.II w 2001 oraz 10 PC-7 Mk.II w 2007. |
|                             | SME Aero Tiga                   | szkolenie wstępne           | MD3-160         | 21              | Wszystkie prawa do produkcji i projektu nabyto od szwajcarskiego Dätwylera. |
| Śmigłowce                   |                                 |                             |                 |                 | |
|                             | AgustaWestland AW139            | wielozadaniowy              |                 | 2               | |
|                             | Eurocoptera EC120 Colibri       | szkolenie                   |                 | 5               | |
|                             | Sikorsky SH-3 Sea King          | wielozadaniowy VIP          | S61A-4 AS-61N1  | 24              | S61A-4 znane jako Nuri, między 1968 a 1979 w czterech partiach dostarczono 40 sztuk.                                                                                            |
|                             | Eurocopter Super Puma           | SAR                         | EC725           | 12              | |
|                             | Sikorsky UH-60 Black Hawk       | śmigłowiec VIP              | S-70A (UH-60L)  | 4               | |

### Wycofane

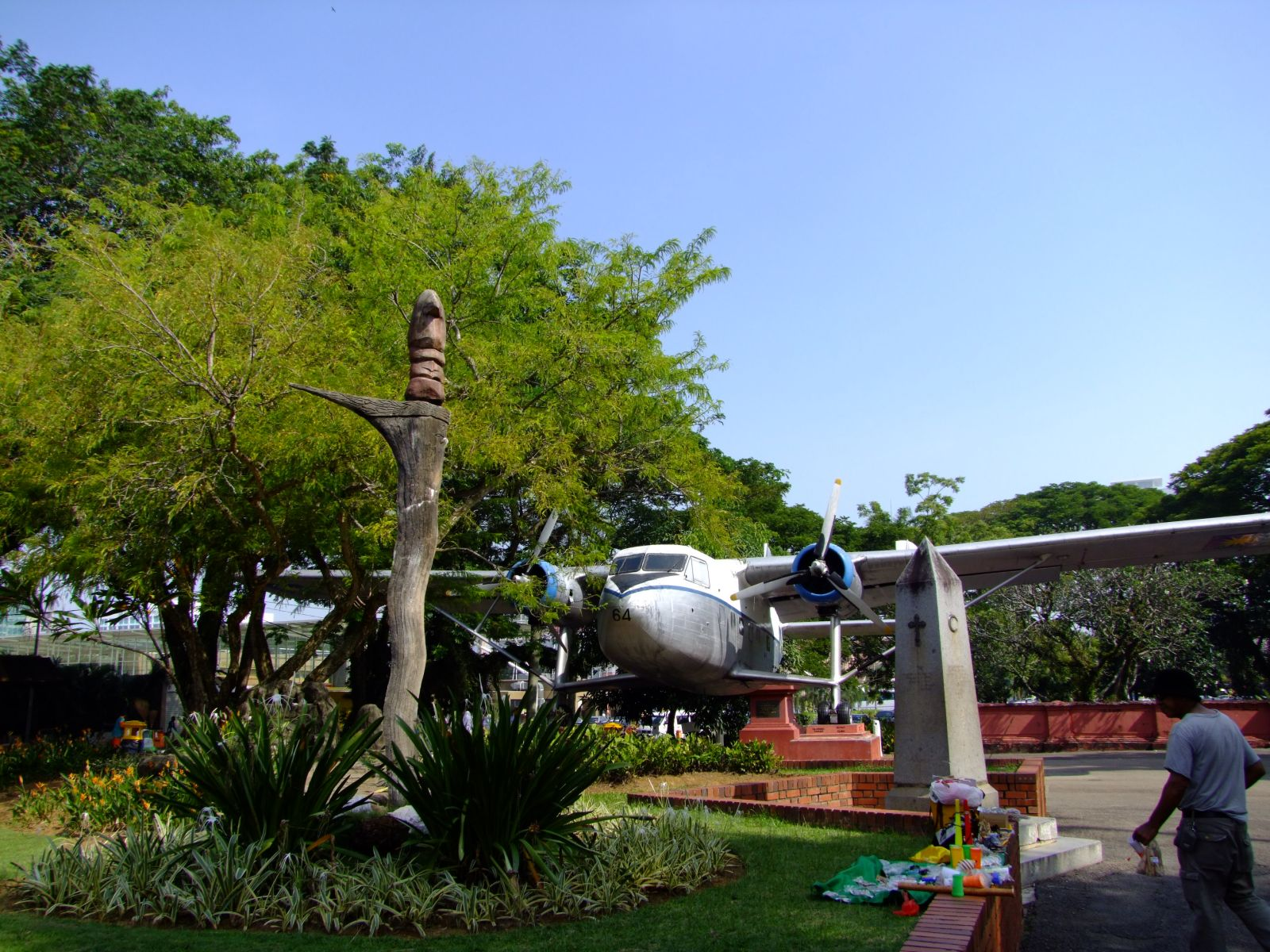
Twin Pioneer

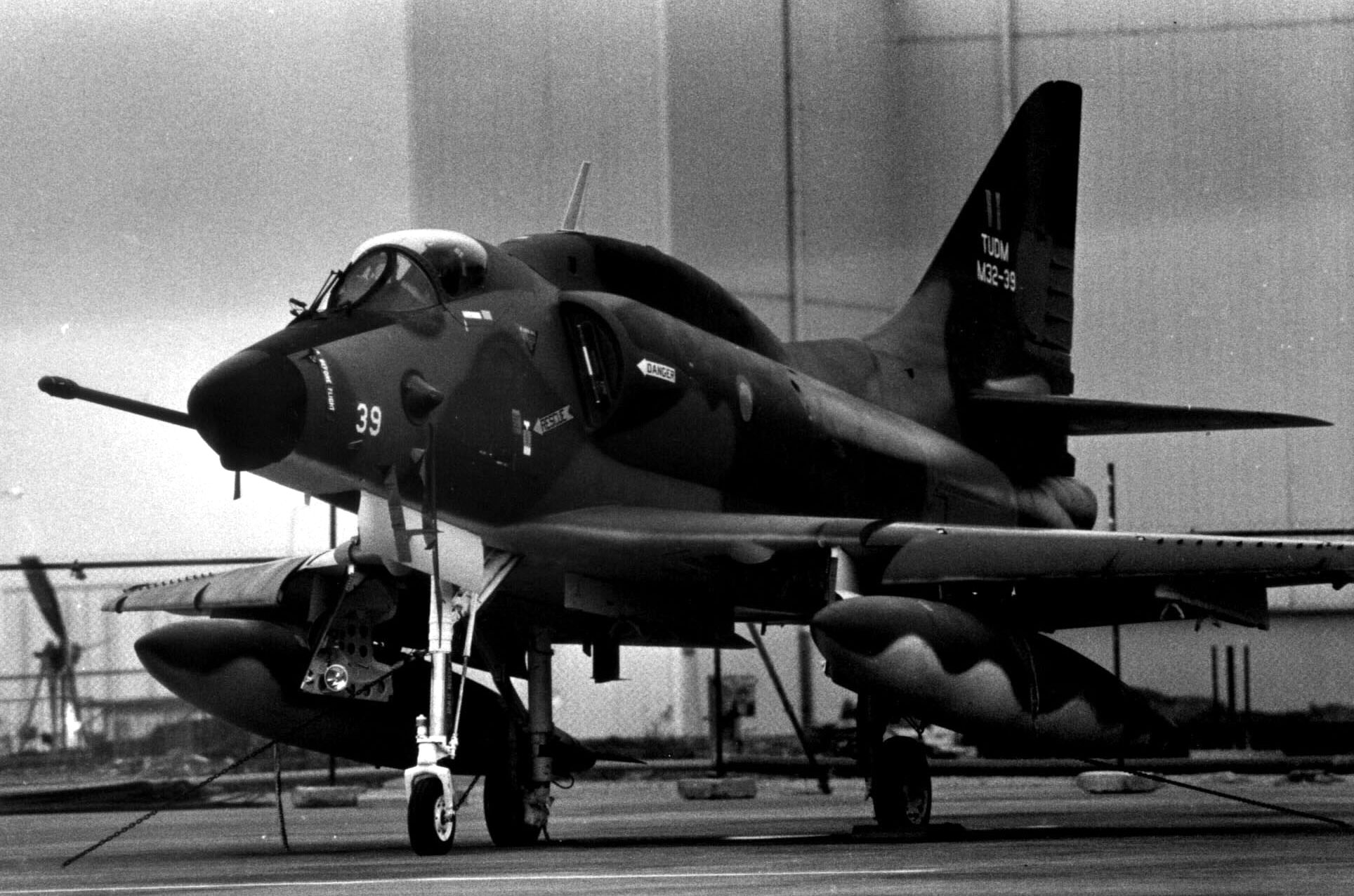
A-4PTM Skyhawk

- North American F-86 Sabre (CAC Sabre Mk. 32, ex-RAAF)[8]
- McDonnell Douglas A-4 Skyhawk (40 sztuk, zmodernizowane do wersji A-4PTM  i TA-4PTM)
- Northrop F-5E Tiger-II (23 sztuki w wersjach F-5E, RF-5E, F-5F, F-5B)
- Aermacchi MB-339 (13 sztuk MB-339AM)
- De Havilland Canada DHC-4 Caribou
- Grumman HU-16B Albatross
- Handley Page H.P.R. 7 Herald
- Scottish Aviation Pioneer
- Scottish Aviation Twin Pioneer
- De Havilland Heron
- De Havilland Dove
- Hawker Siddeley HS125
- Percival Provost T51
- Scottish Aviation Bulldog
- Canadair CT-114 Tutor
- Bell 47G